# Ciclismo ai Giochi della XXIX Olimpiade - Cross country femminile
La gara di Cross country femminile dei Giochi della XXIX Olimpiade fu corsa il 22 agosto a Laoshan, in Cina. Venne vinta dalla tedesca Sabine Spitz, che terminò la gara in 1h45'11".

## Ordine d'arrivo
| Pos     | Atleta                | Nazione       | Tempo    |
| ------- | --------------------- | ------------- | -------- |
| Oro     | Sabine Spitz          | Germania      | 1h45'11" |
| Argento | Maja Włoszczowska     | Polonia       | a 41"    |
| Bronzo  | Irina Kalent'eva      | Russia        | a 1'17"  |
| 4       | Catharine Pendrel     | Canada        | a 1'26"  |
| 5       | Ren Chengyuan         | Cina          | a 2'29"  |
| 6       | Petra Henzi           | Svizzera      | a 3'30"  |
| 7       | Mary McConneloug      | Stati Uniti   | a 5'23"  |
| 8       | Georgia Gould         | Stati Uniti   | a 5'40"  |
| 9       | Rosara Joseph         | Nuova Zelanda | a 5'56"  |
| 10      | Aleksandra Dawidowicz | Polonia       | a 6'10"  |
| 11      | Elisabeth Osl         | Austria       | a 6'28"  |
| 12      | Liu Ying              | Cina          | a 6'50"  |
| 13      | Lene Byberg           | Norvegia      | a 8'08"  |
| 14      | Elsbeth von Roy       | Paesi Bassi   | a 8'19"  |
| 15      | Nathalie Schneitter   | Svizzera      | a 8'31"  |
| 16      | Eva Lechner           | Italia        | a 13'11" |
| 17      | Laurence Leboucher    | Francia       | a 15'44" |
| 18      | Adelheid Morath       | Germania      | a 17'14" |
| 19      | Jaqueline Mourao      | Brasile       | a 1 giro |
| 20      | Rie Katayama          | Giappone      | a 1 giro |
| 21      | Blaza Klemencic       | Slovenia      | a 1 giro |
| 22      | Yolande Speedy        | Sudafrica     | a 2 giri |
| 23      | Vera Andreeva         | Russia        | a 2 giri |
| 24      | Janka Stevkova        | Slovacchia    | a 2 giri |
| 25      | Francisca Campos      | Cile          | a 2 giri |
| 26      | Dellys Starr          | Australia     | a 2 giri |
| -       | Gunn-Rita Dahle       | Norvegia      | DNF      |
| -       | Margarita Fullana     | Spagna        | DNF      |
| -       | Marie-Hélène Prémont  | Canada        | DNF      |
| -       | Tereza Hurikova       | Rep. Ceca     | DNF      |